# Hunsihalhuda, Raichur
Hunsihalhuda là một làng thuộc tehsil Raichur, huyện Raichur, bang Karnataka, Ấn Độ.